# Vladimir Obrutjev

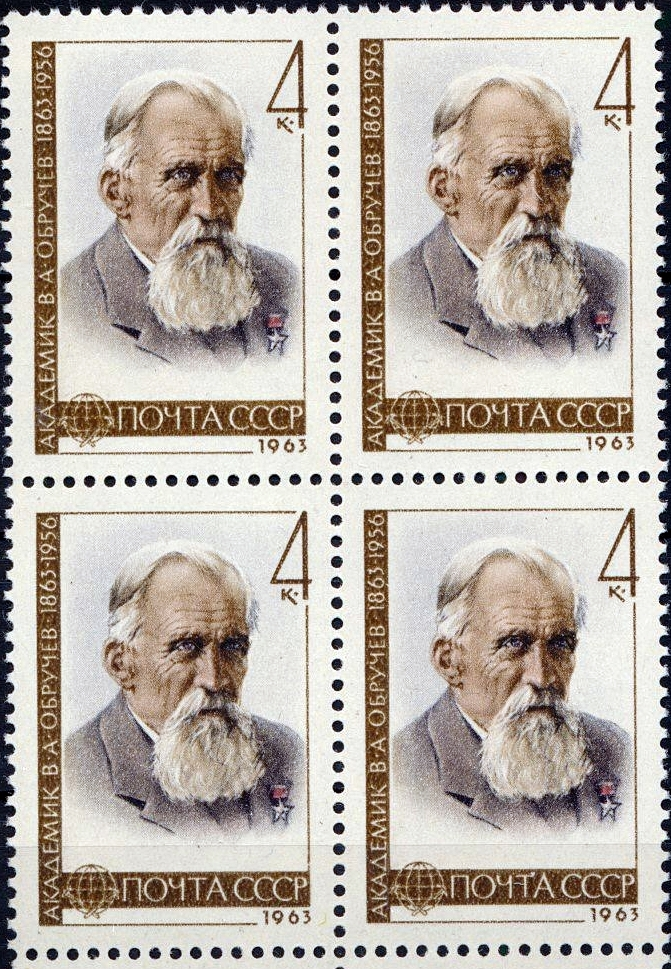
Sovjetiskt frimärke från 100-årsminnet av Obrutjevs födelse (1963).

Vladimir Afanasjevitj Obrutjev (ryska: Владимир Афанасьевич Обручев), född 10 oktober (gamla stilen 28 september) 1863 i Klepenino nära Rzjev i guvernementet Tver, död 19 juni 1956 i Moskva, var en rysk geograf, geolog, upptäcktsresande och författare. 
Obrutjev gjorde 1886-88 en fruktbärande resa i Transkaspien och studerade 1890 Olekmas berg och Vitimplatån i Sibirien. Tillsammans med Grigorij Potanin besökte han 1890 Nan-shans alper, mellan Kukunor och Mongoliets centralland, och satte sig därvid omsorgsfullt in i Mongoliets geologi. Som professor vid Teknologiska institutet i Tomsk, sedan 1891, utgav han på ryska bland annat en skildring av Centralasien och norra Kina och Nan-shan (två band, 1900-01). År 1913 blev han professor vid Bergsakademien i Sankt Petersburg. Han invaldes i Sovjetunionens vetenskapsakademi 1926 och blev föreståndare för dess geologiska institut 1933.
Bland han övriga talrika verk kan särskilt nämnas arbeten om Sibiriens geologi (tre band, 1935-38), en historisk-bibliografisk översikt över Sibiriens geologiska utforskning (fem band, 1936-43) samt en geografisk och geologisk beskrivning över östra Mongoliet (1947). Han framträdde även som skönlitterär författare.
Asteroiden 3128 Obruchev är uppkallad efter honom.